# 梁兆輝
梁兆輝（Brian Leung Siu Fai，1964年4月7日—），DJ BLing 是 Brian 電台以外的打碟代號。1986年，他參加香港電台主辦的業餘DJ大賽並獲得冠軍（亞軍為周慧敏）。他在廣播界工作已經有超過三十年，是少數曾經任職香港三間電台的主持（另四為陳海琪、潘紹聰、歐陽德勛、邵國華），是資深的電台節目主持人。他能操流利的廣東話、英文和普通話。現於香港電台Radio 2主持節目《自己人》，兼任「人山人海」創作總監。他亦由2012年8月11日起逢星期五24:00-25:00於Mixify.com舉行BLing Home Disco。

## 主持節目

### 香港電台第二台
- 自己人，全港首個多元性向文化節目，於2006年5月6日起正式啟播，逢星期六凌晨12:00-2:00播出。
- 輝遊記，以推介西洋音樂為主的電台節目。曾在精選104及廣東人民廣播電台FM107.7頻道播放，其後於2006年5月7日起轉至香港電台第二台，逢星期日24:00-26:00播放。已在2013年3月24日播出最後一集。

## 外部連結
- 梁兆輝個人 Facebook
- 梁兆輝 Brian Leung Facebook （页面存档备份，存于）
- 梁兆輝BrianLeung 新浪微博
- FaiTunes.com - 梁兆輝網址
- 梁兆輝網絡日誌
- Brian Leung's Music Profile on last.fm （页面存档备份，存于）
- Clip of Brian on YouTube （页面存档备份，存于）